# Etheostoma mariae
Etheostoma mariae är en fiskart som först beskrevs av Henry Watson Fowler, 1947.  Etheostoma mariae ingår i släktet Etheostoma och familjen abborrfiskar. IUCN kategoriserar arten globalt som otillräckligt studerad. Inga underarter finns listade i Catalogue of Life.